# Notolabrus

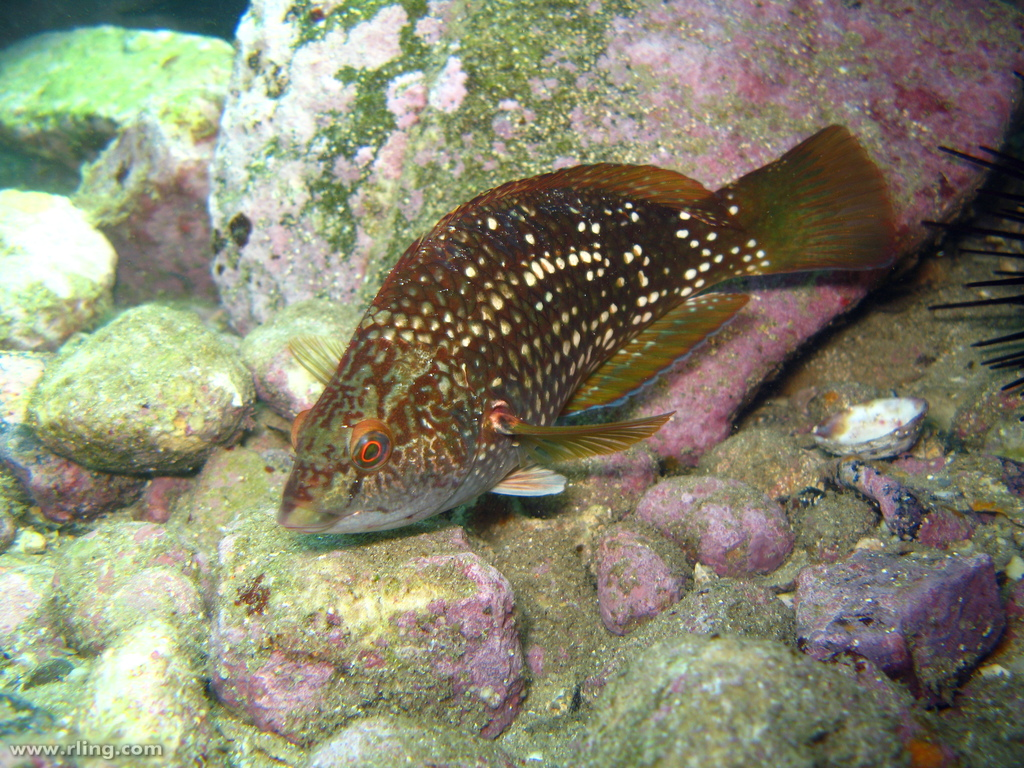
Hembra de Notolabrus gymnogenis fotografiada en Nueva Gales del Sur (Australia)

Notolabrus es un género de los Wrasses nativos al Océano Índico del este y al Océano Pacífico del sudoeste de Australia a Nueva Zelanda.

## Especies
Existen 7 especies de este género, de acuerdo con FishBase:
- Notolabrus celidotus (Bloch & Schneider, 1801)
- Notolabrus cinctus (Hutton, 1877)
- Notolabrus fucicola (Richardson, 1840)
- Notolabrus gymnogenis (Günther, 1862)
- Notolabrus inscriptus (Richardson, 1848)
- Notolabrus parilus (Richardson, 1850)
- Notolabrus tetricus (Richardson, 1840)